# 상동성당 (대구)
상동성당은 대한민국의 대구광역시 수성구 상동에 있는 천주교 대구대교구 제2대리구 3지역의 성당이다. 1980년 11월 8일에 설립하였다.

## 교통편
- 대구 도시철도 3호선 수성못역

## 같이 보기
- 천주교 대구대교구